# 김연경
김연경(金軟景, 1988년 2월 26일~)은 대한민국의 전 배구 선수로, 포지션은 아웃사이드 히터(레프트)다. V-리그 흥국생명에 입단하여 데뷔하였고 데뷔 시즌에 정규 리그 MVP(최우수 선수)와 신인상을 차지하며 두각을 드러냈다. 2009년에 일본 배구 구단인 JT 마블러스로 이적하면서 V-리그 출범 이후 대한민국 여자 배구 선수로는 최초로 해외 프로 팀에 진출하여 활동했다. JT 마블러스 이후에는 페네르바흐체, 상하이 브라이트, 엑자시바시에서 활동하면서 리그 등 여러 대회에서 팀의 우승에 공헌했다. 이후 2022년 흥국생명으로 복귀하여 은퇴할 때까지 활동했고, 은퇴 시즌인 2024-2025 시즌에 통합 우승에 기여했다.
김연경은 흥국생명 소속으로 리그 우승 4회, 준우승 4회를 달성했고 V-리그 정규 리그 MVP 5회 선정되면서 최다 V-리그 여자부 MVP 기록을 세웠다. 또한 JT 마블러스 소속으로 리그 우승 1회, 준우승 1회, 페네르바흐체 소속으로 리그 우승 2회, CEV 챔피언스리그 우승 1회, 엑자시바시 소속으로 튀르키예 쿠파스 우승 1회를 달성했다. 이 밖에 CEV 챔피언스리그 MVP 1회(2012), 튀르키예 리그 MVP 1회(2014-15) 달성하면서 여러 개인상을 수상했다.
국제 대회에서 대한민국 대표팀 소속으로 활동한 김연경은 2005년부터 2021년까지 국제 경기 271경기에 출전하여 4981득점을 기록했다. 그녀는 올림픽 3회(2012, 2016, 2020), 세계 선수권 대회 3회 참가했고 아시안 게임에서 금메달 1개, 은메달 1개, 동메달 1개, 아시아 선수권 대회에서 은메달 1개, 동메달 4개를 획득했다.

## 생애

### 초등학교~고등학교
김연경은 1988년 2월 26일 경기도 안산시에서 3녀 중 막내로 태어났다. 부모님의 고향은 전라남도 구례군이며, 구례에 조부모가 살고 있다. 외가집은 전라남도 구례군 간전면에 있다. 초등학교 때 배구 선수였던 큰 언니를 따라 안산서초등학교 4학년 때부터 배구를 시작했다. 그러나 원곡중학교 3학년 때까지 170cm도 안 될 정도로 키가 자라지 않아 중학교 3년 내내 교체 멤버를 전전했으며, 주로 세터나 리베로로 경기에 출전하였다. 이때 배구를 그만두려 했지만, 부모님과 선생님의 만류로 다시 마음을 돌렸고, 수원한일전산여자고등학교(현재의 한봄고등학교)에 진학하였다.
고등학교 진학 이후 3년 동안, 키가 20cm 이상 자라며 1학년 겨울부터 레프트 공격수로 포지션을 바꿨다. 이 때부터 "초고교급 선수"로 불리며 3학년에 재학 중이었던 2005년 11월 성인 국가대표팀에 발탁되었고 월드그랜드챔피언스컵대회에서 공격 득점 전체 3위에 올랐다. 이에 앞선 2005년 10월에 열린 V-리그 2005~2006 시즌 드래프트에서는 전체 1순위로 흥국생명에 입단하였는데, 일각에서는 김연경에 눈독을 들인 흥국생명이 일부러 꼴찌를 했다는 의혹이 일기도 했다.

### 천안 흥국생명 핑크스파이더스 (2005년~2009년)
이전 시즌 최하위 팀이었던 흥국생명은 김연경이 맹활약하며 프로화 이후 처음으로 통합 우승을 했고, 김연경은 프로 데뷔 첫 해 정규리그 MVP와 챔피언 결정전 MVP를 비롯하여 신인상, 득점상, 공격상, 서브상, 트리플 크라운까지 모두 휩쓸었다.
그러나 데뷔 첫 해의 지나치게 많은 공격 시도 탓에 2006년 5월 김연경은 오른쪽 무릎 뼛조각 제거 수술을 받아야 했다. 수술 후 재활이 완벽히 끝나기도 전에 김연경은 세계 선수권과 도하 아시안 게임의 국가대표로 발탁되어 경기를 치렀고, 도하 아시안 게임 도중에는 오른쪽 무릎 수술 후유증으로 인한 왼쪽 발바닥 통증에 시달리기도 했다. 아시안 게임 직후 열린 2006~2007 시즌에서는 수술 여파를 떨쳐내고 소속 팀에서 활약하며 흥국생명의 2년 연속 통합 우승에 기여했다.
하지만 2006~2007 시즌 이후에도 왼쪽 무릎 연골 파열로 인한 부상으로 수술을 받아야 했다. 재활을 마치자마자 2007년 배구 월드컵 국가대표로 선발되어 거의 모든 경기를 뛰었으며, 월드컵 일정을 마치고 난 뒤에는 소속 팀으로 돌아와 4달 간의 2007~2008 시즌을 소화해야 했다. 2007~2008 시즌에서 소속 팀 흥국생명은 챔피언 결정전에서 인천 GS칼텍스에게 덜미를 잡혀 통합 우승에는 실패했지만, 김연경은 역대 최고의 공격 성공률인 47.59%을 기록하면서 공격상을 3년 연속 수상했고, 흥국생명을 정규리그 1위로 올리는 데에 성공하며 정규리그 MVP도 3년 연속 수상했다. 그러나 두 번째 수술 후 무리한 일정 탓에 베이징 올림픽 최종 예선을 앞두고 무릎 연골이 다시 파열되며 3년 연속으로 수술대에 오르고 말았다.
이처럼 부상으로 인한 수술과 재활을 반복하는 사이 김연경은 2008~2009 시즌에 여자부 최초로, 남녀부 통틀어 두 번째로 V-리그 득점 2,000점과 공격 득점 2,000점을 돌파하는 기록을 세웠다. 하지만 소속팀 흥국생명은 이 시즌에 감독 교체와 잦은 선수 부상 등으로 힘든 시즌을 치렀고, 정규 시즌을 3위로 마감했다. 그러나 KT&G와의 NH농협 2008~2009 V-리그 플레이오프 1차전에서 자신의 시즌 개인 최다득점인 40점을 기록하였고, 챔피언 결정전 진출을 확정지으며 팀 분위기를 반전시켰다. 이어 1년 만에 다시 펼쳐진 GS칼텍스와의 챔피언 결정전에서는 4경기에서 공격 성공률 52.60%·득점 93점·수비 순위 1위 등 공수 양면에서 대활약하며 흥국생명을 1위에 올려놓았다. 이러한 공로를 인정받아 챔피언 결정전 MVP 기자단 투표에서 28표 중 24표를 받아 2년 만에 다시 챔피언 결정전 MVP로 선정되었다. 이어 벌어진 한·일 탑매치에서 일본의 히사미츠 스프링스와의 경기에서는 31점을 득점하였고, 도레이 애로즈와의 경기에서는 24점을 기록하며 탑매치 최우수 선수로 선정되었다. 이런 활약 덕분에 상대팀인 도레이 애로즈 칸노 고이치로 감독은 "김연경의 공격력이 인상적이었다"는 찬사를 아끼지 않았다.

### JT 마블러스 (2009년~2011년)
자국 리그에서 "최고의 공격수"로 불리며 활약하는 동안, 이를 지켜보는 많은 팬들과 관계자들은 김연경을 해외에 진출시키는 것이 한국 배구를 위한 길이라고 주장하였다. 또한 김연경 자신도 해외 진출을 희망하고 있으며, 소속 팀 흥국생명은 김연경이 더 넓은 무대에서 활동할 수 있도록 2008~2009 시즌 이후 임대 형식으로 해외 리그 진출을 모색하겠다는 의사를 표명하기도 했다. 그렇게 영입을 추진하던 중 한·일 탑매치에서의 활약으로 일본의 여러 프로 팀에서 영입 제의가 들어왔는데, 마침내 2009년 5월 17일 소속 팀인 흥국생명과 자매 결연을 맺고 있는 일본 여자 배구 팀 JT 마블러스와 2년 계약을 맺었다. 이로써 조혜정에 이어 두 번째이자, 프로 배구 출범 이래 처음으로 해외에 진출하는 여자 선수가 되었다. 일본에 진출하면서도 연봉의 10%로 장학회를 만들어 어려운 집안 사정으로 힘들게 배구를 하는 선수들에게 도움을 주고 싶다는 의사를 밝히기도 했다.
한편, 2009년은 프로 데뷔 이후 처음으로 큰 부상과 수술 없이 시즌을 마친 해였기 때문에, 김연경은 2007년 월드컵 이후 2년 여 만에 대한민국의 국가대표팀에 발탁되어 국제 대회에 참가할 수 있었다. 8월, 생애 처음으로 월드그랑프리 무대에서 경기를 치렀다. 비록 팀은 예선 9경기 동안 1승만을 거두며 최하위를 기록했지만, 김연경은 179점의 득점을 따내며 예선전 전체 득점 1위를 기록했다. 이어 출전한 아시아선수권에서도 김연경은 출전 선수 중 압도적인 득점력을 과시하며 득점상을 차지했고, 11월에는 자신의 시니어 국제 대회 데뷔 무대였던 월드그랜드 챔피언스컵에 두 번째로 출전하여 역시 득점상을 차지했다.

#### 2009 시즌
일본 V리그가 개막된 후 김연경은 정규리그 모든 경기에 주전으로 출전하며 경기 당 평균 24.9점을 올리는 활약을 펼쳐 소속팀의 정규리그 우승을 이끌었다. 전년도 최하위권(10팀 중 9위)이었던 JT 마블러스는 김연경 영입 이후 개막전부터 25연승을 기록하였고, 이는 일본 V리그 출범 이후 연승 기록으로는 2001년 NEC 레드로켓츠가 기록한 31연승에 이은 2위의 기록이다. 특히 2010년 2월 6일에 열린 도레이 애로즈 전에서는 45득점을 기록하며 흥국생명 시절에 기록한 자신의 한 경기 최다 득점 기록인 44득점을 갱신한다. 또한 이런 활약을 두고 일본 V-프리미어리그 소속팀 덴소 에어리비스의 다츠카와 미노루 감독은 김연경을 "일본에서도 100년에 한 번 나올 선수"라며 칭찬하였다. 정규리그 종료 후, 김연경은 총 득점 696점을 기록하며 득점상의 주인공이 되었고, 이 외에도 공격 성공률 부문 3위·세트 당 공격 성공 횟수 부문 1위·블로킹 부문 10위를 기록하는 등 전반적으로 좋은 성적을 거뒀다.
정규리그 이후 상위 4팀이 겨루는 세미파이널을 1위로 통과한 김연경의 소속팀 JT 마블러스는 결승에서 전년도 우승 팀 도레이 애로즈에게 막혀 준우승을 차지했지만, 김연경은 소속팀을 준우승에 올려놓은 공로가 인정되어 감투상(MIP)을 수상하였다. 또, 리그 출전 선수 중 포지션 별로 최고의 선수를 뽑는 베스트6에도 포함되었다.
이러한 활약 때문에 원 소속팀인 인천 흥국생명 핑크스파이더스에서 그녀를 복귀시키려는 움직임을 보이려 하였고, 이에 나머지 4개 여자 배구단이 이를 견제하게 되자 한국 배구 연맹은 이른바 김연경 룰까지 만들게 되는데 김연경 룰이란 2010~2011 시즌부터 다른 나라의 리그로 임대된 선수가 시즌 도중 대한민국 리그로 돌아올 경우 잔여 경기 수의 25% 이상만 뛰면 한 시즌을 뛴 것으로 간주하기로 하는 룰이다.

#### 2010 컵 대회
김연경은 일본 비시즌 동안에 흥국생명에 잠시 복귀하여 2010 수원 IBK 기업은행컵 프로 배구 대회에 출전하게 되었는데, 당시 흥국생명은 FA 자격을 취득한 황연주가 현대건설로 이적하는 대신 KT&G에서 세터 김사니가 영입되었다. 이런 가운데 그녀의 활약은 많은 팬에게 관심의 대상이 되었고, 이를 증명이라도 하듯 그녀는 컵대회에서 뛰어난 활약을 펼치며 2009-2010 V-리그에서 4위에 머문 흥국생명이 우승하는 데 크게 기여하였다. 이 대회에서 그녀는 MVP를 차지하였다.

### 페네르바흐체 SK(2011년~2017년)
튀르키예 리그 진출을 선언하고, 페네르바흐체에 입단하여 대표적 간판스타로 활약했다. 6년간 CEV 챔피언스리그 MVP 1회 등을 수상하였다.
당시 감독이었던 마르첼로 아본단자와 처음으로 만나게 되었고, 이후에는 아본단자가 흥국생명의 감독으로 영입되면서 인연을 이어 나갔다.
2017년 페네르바흐체를 떠나 중국리그로 옮겼다.

### 상하이 광밍 유베이 (2017년~2018년)
17년만에 팀의 정규리그 우승을 이끌었고, 챔피언결정전 7차전에서 풀세트 끝에 패해 준우승의 성적을 기록하였다.

### 엑자시바시 비트라(2018년~2020년)
중국리그에서 1시즌을 활약하다 다시 엑자시바시로 통해 1년만에 튀르키예 리그로 복귀했다.
2018-19시즌 엑자시바쉬는 정규리그 우승을 차지해 챔피언결정전으로 직행하였으나 챔피언결정전에서 바키프방크와 5차전까지 가는 접전을 벌였으나 아쉽게 패하면서 준우승에 머물렀다.
2018-19시즌 엑자시바쉬는 클럽 선수권에서 준우승을 차지한다.

### 인천 흥국생명 핑크스파이더스(2020년~2021년)
코로나19로 인해 엑자시바시 비트라와 계약해지를 하고 새 소속팀을 물색하던 중, 중국에서 거액을 제시했다는 소문이 있었다. 하지만, 올림픽과 대표팀 동료들과 손발을 맞추기 위해 국내 복귀를 선언하였고, 6월 6일 최종적으로 연봉 3억 5천만원에 흥국생명으로 11년 만에 복귀하였다.
그러나 이재영-이다영 남매의 파동으로 팀 분위기가 다운되었고, 팀은 결국 GS칼텍스에 밀려 준우승에 그쳤다.

### 상하이 브라이트 유베스트(2021년~2022년)
흥국생명을 떠나 중국 상하이 구단과 입단 계약을 맺었다.

### 인천 흥국생명 핑크스파이더스(2022년~2025년)
흥국생명으로 복귀하였다. 2025년 2월 13일 홈경기 이후 진행된 수훈 선수 인터뷰에서 “올 시즌을 끝으로 은퇴하겠다”고 밝혔다.
2022-2023 시즌 중에는 페네르바흐체에서 함께했던 마르첼로 아본단자 감독을 맞이했다.
2025년 3월 21일 선수 생활 통산 V - 리그 정규시즌 마지막 경기를 치렀고, 팀이 1위를 기록하며 챔피언결정전에 직행함에 따라 챔피언결정전에서 팀이 3승을 먼저 거두면 우승의 영예까지 안고 명예롭게 은퇴할 수 있게 된다.
정관장 레드스파크스와 맞붙은 챔피언결정전에서 먼저 2연승을 기록했으나 대전에서 2연패를 당하며 또 다시 역스윕 공포가 밀려오는 듯했고 삼산 홈으로 돌아와서 치른 5차전에서도 2세트를 먼저 이기고 2세트를 내줬지만, 결국은 투트쿠 부르주의 마무리로 5세트를 이겨서 통합 우승을 차지하며 현역 마지막 경기를 마쳤다.

## 논란

### 2012년 소속 팀 이적 파동
김연경은 2012년 FA 자격 취득 조건을 놓고 인천 흥국생명 핑크스파이더스(이하 흥국생명)와 갈등하게 되었다. 김연경은 흥국생명에서 4시즌을 보낸 뒤 일본 및 튀르키예 리그로 3년간 임대되었다. 김연경은 튀르키예 리그 페네르바흐체 SK로 옮기려고 했지만 흥국생명과의 의견이 달라 갈등을 겪게 되었다. 김연경 측은 임대 기간을 흥국생명 소속에 포함해야 한다고 말했으나, 흥국생명 측은 임대 기간을 흥국생명에서 활동한 것으로 보지 않아 자유 계약 선수 조건이 될 수 없다고 여겼기 때문이다.
김연경은 독자적으로 에이전시를 얻어 튀르키예의 페네르바흐체 SK와 2년 계약을 하였다. 여기서 흥국생명은 계약이 무효라고 주장하였고, 이에 에이전시는 흥국생명은 이기적인 행동으로 한국 배구를 위태롭게 한다고 비판하며 대한배구협회에 국제 이적 동의서(ITC) 발급을 요청하였다. 하지만 대한배구협회는 흥국생명의 편을 들었고 흥국생명과 대한배구협회는 김연경을 임의탈퇴로 공시하였다. 그리하여 김연경은 국제 이적 동의서가 없어서 계약할 수 없고, 임의탈퇴 신분으로 흥국생명으로 복귀할 수 없게 되었다.
2012년 런던 올림픽에서 대한민국 여자 배구 국가대표팀이 4강에 오르는 기적을 보여주었고, 군계일학인 김연경에게 대중들의 관심이 집중되었다. 마침 김연경의 트위터와 기사를 통해 김연경 사태는 대중들에게 알려지게 되었고, 흥국생명은 큰 비난을 받게 되었다. 국제배구연맹에게 조정을 요청했지만 기본적으로 로컬룰을 준수한다는 대답이 돌아왔다. 그러던 와중 튀르키예의 시즌 개막 9월이 되자 김연경은 아무것도 할 수 없게 되었다. 이런 상황에서 김연경에게 한국배구연맹과 흥국생명은 "김연경을 흥국생명 소속 선수로 두고, 페네르바흐체 SK로 임대하였다. 그 상태로 시즌을 치르다가 국제배구연맹에서 결정이 나면 그 결정을 따른다"는 내용의 합의서를 냈다. 선수 측은 합의서 내용을 비공개로 하기로 했다고 주장하였으나 협회는 그런 적이 없다고 반박하였다.

결국 흥국생명은 합의서를 국제배구연맹에 제출한 후 국제배구연맹은 '김연경은 흥국생명과 재계약을 한 것이므로, 흥국생명 소속선수가 맞다.'라는 결론을 내렸다.
하지만 김연경은 계속해서 애초에 비공개로 하기로 했던 합의서를 공개한 것은 부당하다며 항의했다. 기존 합의서라고 작성한 문구가 국제배구연맹으로 넘어가면서 결정문으로 바뀌었으며 중재를 해야할 배구협회 및 연맹이 흥국생명과 김연경 사이에 유효한 계약서가 없음에도 불구하고 지속적으로 흥국생명의 편을 드는 등 처음부터 치우친 자세로 일련의 사건을 대해 왔다. 결국 13-14 시즌이 시작됨에도 불구하고 김연경은 코트 위에 설 수 없었고, 한 배구 커뮤니티에서 유명인들에게 이 사건을 알리고 국회의원들에게 청원서를 제출하는 등 각고의 노력 끝에 김연경 사태에 대한 관심은 점점 커져 새누리당에서 대한배구협회에 조정을 요청하고, 민주통합당에서 국제 이적 동의서 발급을 촉구하는 등 정치적인 힘과 맞물리게 되었다.
이 후 국회 문화체육관광방송통신위원회(위원장 새누리당 한선교 의원) 소속 국회의원들이 대한체육회에 대한 국정감사를 열었다. 결국 배구협회 박성민 부회장은 22일 기자회견을 열고 국제 이적 동의서를 발급한다고 밝혔다.
이로써 김연경은 일단 튀르키예 아로마리그에서 뛸 수 있는 길이 열렸지만 국제배구연맹의 결정에 의해 흥국생명 핑크스파이더스 소속으로 되어있기 때문에 갈등은 언제든지 일어날 수 있었다.
하지만 김연경과 페네르바흐체 SK는 국제배구연맹에게 지속적으로 자신들의 계약이 유효함을 알렸고 대한배구협회가 전달한 문서에 의문을 가진 국제배구연맹은 김연경의 계약 사실과 신분을 다시금 확인하게 되었다. 페네르바흐체 SK는 직접 스포츠 구단 내부에서 전문적인 변호인단을 꾸리는 등 김연경에게 최선을 다 했고, 국제배구연맹은 김연경과 흥국생명 사이에 유효한 계약서가 없다는 사실을 기반으로 '결정문'으로 오역한 '합의서'를 토대로 결정낸 옛 판결을 뒤집게 되었다.
2014년 2월 7일, 국제배구연맹은 김연경에 대하여 “흥국생명을 원 소속 구단으로 인정할 수 없다”는 결론을 기재한 최종 공문을 대한배구협회에 통보하면서, 마침내 김연경은 자유의 몸이 되었다. 김연경의 이적에 대하여 흥국생명과 함께 미온적인 반응을 보였던 대한배구협회가 이 공문을 통해 오히려 페네르바흐체 SK로부터 이적료를 받아 낼 수 있게 됐고, 흥국생명은 김연경을 잡으려다가 이적료는커녕 아무것도 얻지 못하게 되었다.

## 주요 국가대표 출전 경력
- 올림픽 (3회)
  - 2012년, 2016년, 2021년
- FIVB 세계 여자 배구 선수권 대회 (3회)
  - 2006년, 2010년, 2018년
- FIVB 여자 배구 월드컵 (4회)
  - 2007년, 2011년, 2015년, 2019년
- FIVB 그랜드챔피언스컵 (2회)
  - 2005년, 2009년
- FIVB 월드그랑프리 (5회)
  - 2009년, 2011년, 2012년, 2014년, 2017년
- FIVB 네이션스리그 (2회)
  - 2018년, 2019년
- 아시안 게임 (4회)
  - 2006년, 2010년, 2014년, 2018년
- 아시아 여자배구 선수권대회 (6회)
  - 2009년, 2011년, 2013년, 2015년, 2017년, 2019년
- AVC컵 (2회)
  - 2010년, 2014년

## 수상 경력

### 단체 수상

#### 국가대표팀
- 대한민국 여자 배구 국가대표팀 (2005-2021)
  - 아시안 게임
    -  우승 (1회) : 2014
    -  준우승 (1회) : 2010
    -  3위 (1회) : 2018

  - 아시아 선수권
    -  준우승 (1회) : 2015
    -  3위 (4회) : 2011, 2013, 2017, 2019

  - AVC컵
    -  준우승 (1회) : 2014
    -  3위 (1회) : 2010

#### 개인 클럽
- 천안 흥국생명 핑크스파이더스 (2005-2009)
  - V-리그
    - 챔피언결정전
      -  우승 (3회) : 2005-06, 2006-07, 2008-09
      -  준우승 (1회) : 2007-08

    - 정규리그
      -  1위 (3회) : 2005-06, 2006-07, 2007-08
      -  3위 (1회) : 2008-09

  - KOVO컵
    -  우승 (1회) : 2010

  - 한일 V-리그 탑매치
    -  우승 (1회) : 2009

- JT 마블러스 (2009-2011)
  - V.프리미어리그
    -  우승 (1회) : 2010-11
    -  준우승 (1회) : 2009-10

  - 쿠로와시키 전일본 남녀 선발 배구대회
    -  우승 (1회) : 2011
    -  준우승 (1회): 2010

- 페네르바흐체 (2011-2017)
  -  CEV 여자 배구 챔피언스리그
  -  우승 (1회) : 2011-12
    -  3위 (1회) : 2015-16

  -  CEV 여자 배구 컵
    -  우승 (1회) : 2013-14
    -  준우승 (1회) : 2012-13

  - 튀르키예 여자 배구 리그
    - 챔피언결정전
      -  우승 (2회) : 2014-15, 2016-17
      -  준우승 (2회) : 2013-14, 2015-16
      -  3위 (1회) : 2011-12

    - 정규리그
      -  1위 (2회) : 2011-12, 2015-16
      -  2위 (3회) : 2013-14, 2014-15, 2016-17

  - 튀르키예 여자 배구 컵
    -  우승 (2회) : 2014-15, 2016-17
    -  준우승 (1회): 2013-14

  - 튀르키예 여자 배구 수퍼컵
    -  우승 (1회) : 2015
    -  준우승 (2회): 2011, 2014

- 상하이 구오후아 라이프 (2017-2018)
  - 중국 여자 배구 리그
    -  준우승 (1회) : 2017-18
- 엑자시바시 비트라 (2018-2020)
  -  FIVB 여자 배구 클럽 세계 선수권
    -  준우승 (1회) : 2019
    -  3위 (1회) : 2018

  - 튀르키예 여자 배구 리그
    - 챔피언결정전
      -  준우승 (1회) : 2018-19

    - 정규리그
      -  1위 (1회) : 2018-19

  - 튀르키예 여자 배구 컵
    -  우승 (1회) : 2018-19

  - 튀르키예 여자 배구 수퍼컵
    -  우승 (2회) : 2018, 2019

- 인천 흥국생명 핑크스파이더스 (2020-2021), (2022-)
  - V-리그
    - 챔피언결정전
      -  준우승 (1회) : 2020-21

    - 정규리그
      -  1위 (1회) : 2022-23
      -  2위 (1회) : 2020-21

  - KOVO컵
    -  준우승 (1회) : 2020

- 상하이 브라이트 유베스트 (2021-2022)
  - 중국 여자 배구 리그
    -  3위 (1회) : 2021-22

### 개인 수상

#### 국가대표팀
- '대한민국 여자 배구 국가대표팀 (2005-2021)
  - 올림픽
    - MVP (1회) : 2012
    - 득점상 (1회) : 2012

  - 올림픽 세계 예선전
    - 베스트 아웃사이드 스파이커 (1회) : 2016
    - 득점상 (1회) : 2012
    - 공격상 (1회) : 2012
    - 리시브상 (1회) : 2012

  - 월드그랜드챔피언스컵
    - 득점상 (1회) : 2009

  - 아시아 선수권
    - 베스트 아웃사이드 스파이커 (3회) : 2015, 2017, 2019
    - 득점상 (3회) : 2009, 2011, 2013
    - 공격상 (1회) : 2011
    - 서브상 (1회) : 2013

  - AVC컵
    - 베스트 아포짓 스파이커 (1회) : 2014
    - 득점상 (1회) : 2010
    - 공격상 (1회) : 2010

#### 개인 클럽
- 천안 흥국생명 핑크스파이더스 (2005-2009)
  - V-리그
    - V-리그 10주년 베스트 - 공격형 레프트
    - V-리그 정규리그 MVP (3회): 2005-06, 2006-07, 2007-08
    - V-리그 챔피언결정전 MVP (3회): 2005-06, 2006-07, 2008-09
    - V-리그 득점상 (1회): 2005-06
    - V-리그 공격상 (3회): 2005-06, 2006-07, 2007-08
    - V-리그 서브상 (2회): 2005-06, 2008-09
    - V-리그 여자부 신인선수상 (1회): 2005-06
    - V-리그 라운드별 MVP (4회): 2005-06 12월, 2006-07 1월, 2007-08 12월, 2008-09 3라운드

  - 한·일 V-리그 탑매치 MVP (1회): 2009
  - KOVO컵 MVP (1회): 2010
- JT 마블러스 (2009-2011)
  - V.프리미어리그
    - V.프리미어리그 최고수훈선수상 (1회): 2010-11
    - V.프리미어리그 감투상 (1회): 2009-10
    - V.프리미어리그 득점왕 (1회): 2009-10
    - V.프리미어리그 베스트 6 (2회): 2009-10, 2010-11

  - 쿠로와시키 전일본 남녀 선발 배구대회 베스트 6 (1회): 2011[26]
- 페네르바흐체 (2011-2017)
  - 유럽 배구 연맹 (CEV)
    -  CEV 여자 배구 챔피언스리그
      - MVP (1회) : 2011-12
      - 베스트 아웃사이드 스파이커 (1회) : 2015-16
      - 득점상 (1회) : 2011-12

    -  CEV 여자 배구 컵
      - MVP (1회) : 2013-14

  - 튀르키예 여자 배구 리그
    - MVP (1회): 2014-15
    - 베스트 아웃사이드 스파이커 (1회): 2015-16
    - 득점상 (2회): 2013-14, 2014-15
    - 공격상 (2회): 2013-14, 2014-15

  - 튀르키예 여자 배구 컵
    - MVP (1회): 2014-15

  - 튀르키예 여자 배구 수퍼컵
    - MVP (1회): 2014
- 상하이 구오후아 라이프 (2017-2018), (2021-2022)
  - 중국 여자 배구 리그
    - 최고 외인상 (1회) : 2017-18
    - 라운드 MVP (1회) : 2017-18 2라운드
    - 라운드 베스트 7 (1회) : 2017-18 2라운드
- 엑자시바시 비트라 (2018-2020)
  - 국제 배구 연맹 (FIVB)
    -  FIVB 여자 배구 클럽 세계 선수권
      - 베스트 아웃사이드 스파이커 (1회) : 2019
- 인천 흥국생명 핑크스파이더스 (2020-2021), (2022-2025)
  - V-리그
    - V-리그 정규리그 MVP (1회): 2020-21
    - V-리그 라운드별 MVP (5회): 2020-21 1라운드, 2022-23 1라운드, 2022-23 3라운드, 2022-23 5라운드, 2022-23 6라운드

  - KOVO컵 MIP (1회): 2020

## 기타
- 2009년 동아스포츠대상 여자프로배구부문 대상
- 2012년 MBN 여성스포츠대상 5월 MVP
- 2017년 한국여성단체협의회 올해의 여성상
- 2017년 올해의 브랜드 대상 올해의 스포츠 선수
- 2020년 배구인의 밤 최우수 선수상

### 기록

#### 트리플크라운
- 2006년 2월 3일 정규리그 올림픽제2체육관 vs GS칼텍스 43득점 후위10, 서브4, 블로킹3 (2호)
- 2007년 12월 9일 정규리그 구미박정희체육관 vs 도로공사 27득점 후위5, 서브4, 블로킹3 (8호)
- 2009년 1월 29일 정규리그 올림픽제2체육관 vs 현대건설 30득점 후위3, 서브3, 블로킹4 (15호)

#### V-리그
- 득점 1000점 달성 (여자부 3호, 2006~2007 시즌, 2007년 1월 20일, 인천)
- 득점 1500점 달성 (여자부 2호, 2007~2008 시즌, 2007년 12월 30일, 대전)
- 득점 2,000점 달성 (여자부 1호·남녀 통합 2호, 2008~2009 시즌, 2008년 11월 25일, 천안)
- 득점 2500점 달성 (여자부 1호, 2008~2009 시즌, 2009년 3월 5일, 수원)
- 공격득점 1000점 달성 (여자부 3호, 2006~2007 시즌, 2007년 2월 10일, 수원)
- 공격득점 1500점 달성 (여자부 1호, 2007~2008 시즌, 2008년 2월 2일, 서울)
- 공격득점 2,000점 달성 (여자부 1호·남녀 통합 2호, 2008~2009 시즌, 2009년 1월 28일, 서울)
- 서브성공 50개 달성 (여자부 2호, 2006~2007 시즌, 2006년 12월 31일, 천안)
- 서브성공 100개 달성 (여자부 2호, 2008~2009 시즌, 2008년 11월 25일, 천안)
- 후위득점 500점 달성 (여자부 3호, 2007~2008 시즌, 2008년 2월 7일, 서울)

## 선수 경력 통계

### 리그 전체 누적
| 소속팀             | 시즌    | 출장 | 출장 | 득점 | 공격 | 공격 | 공격 | 공격 | 공격   | 공격   | 서브 | 서브 | 서브   | 블로킹 | 블로킹 | 리시브 | 리시브 | 리시브 | 리시브 | 리시브 |
| 소속팀             | 시즌    | 경기 | 세트 | 득점 | 시도 | 성공 | 차단 | 범실 | 성공률 | 효율   | 시도 | 성공 | 세트당 | 성공   | 세트당 | 시도   | 정확   | 실패   | 성공률 | 효율   |
| ------------------ | ------- | ---- | ---- | ---- | ---- | ---- | ---- | ---- | ------ | ------ | ---- | ---- | ------ | ------ | ------ | ------ | ------ | ------ | ------ | ------ |
| 천안 흥국생명      | 2005-06 | 33   | 128  | 910  | 1627 | 646  | 58   | 142  | 39.70% | 27.41% | 505  | 48   | 0.38   | 40     | 0.31   | 559    | 360    | 16     | 64.40% | 61.54% |
| 천안 흥국생명      | 2006-07 | 27   | 106  | 679  | 1183 | 532  | 44   | 75   | 44.97% | 34.91% | 386  | 34   | 0.32   | 43     | 0.41   | 571    | 332    | 16     | 58.14% | 55.34% |
| 천안 흥국생명      | 2007-08 | 32   | 119  | 751  | 1329 | 621  | 48   | 103  | 46.73% | 35.36% | 386  | 26   | 0.22   | 37     | 0.31   | 693    | 425    | 18     | 61.33% | 58.73% |
| 천안 흥국생명      | 2008-09 | 34   | 142  | 826  | 1469 | 703  | 54   | 101  | 47.86% | 37.30% | 503  | 53   | 0.37   | 70     | 0.49   | 868    | 522    | 13     | 60.14% | 58.64% |
| 천안 흥국생명      | 합계    | 126  | 495  | 3166 | 5608 | 2502 | 204  | 421  | 44.61% | 33.47% | 1780 | 161  | 0.33   | 190    | 0.38   | 2691   | 1639   | 63     | 60.91% | 58.57% |
| JT 마블러스        | 2009-10 | 32   | 116  | 805  | 1553 | 732  | ―    | 104  | 47.13% | 40.44% | 435  | 20   | 0.17   | 53     | 0.46   | 731    | 435    | ―      | 59.51% | ―      |
| JT 마블러스        | 2010-11 | 22   | 77   | 471  | 849  | 425  | ―    | 75   | 50.06% | 41.23% | 254  | 17   | 0.22   | 29     | 0.38   | 437    | 314    | ―      | 71.85% | ―      |
| JT 마블러스        | 합계    | 54   | 193  | 1276 | 2402 | 1157 | ―    | 179  | 48.17% | 40.72% | 689  | 37   | 0.19   | 82     | 0.42   | 1168   | 749    | ―      | 64.1%  | ―      |
| 페네르바흐체 SK    | 2011-12 | 23   | 78   | 398  | 661  | 319  | 16   | 60   | 48.26% | 36.76% | 301  | 50   | 0.64   | 31     | 0.40   | 257    | 113    | 25     | 43.97% | 34.24% |
| 페네르바흐체 SK    | 2012-13 |      |      |      |      |      |      |      |        |        |      |      |        |        |        |        |        |        |        |        |
| 페네르바흐체 SK    | 2013-14 | 27   | 93   | 474  | 846  | 394  | 31   | 69   | 46.57% | 34.75% | 323  | 48   | 0.52   | 32     | 0.34   | 501    | 180    | 42     | 35.93% | 27.54% |
| 페네르바흐체 SK    | 2014-15 | 24   | 77   | 435  | 744  | 336  | 25   | 62   | 45.16% | 33.47% | 361  | 60   | 0.78   | 39     | 0.51   | 399    | 124    | 46     | 31.08% | 19.55% |
| 페네르바흐체 SK    | 2015-16 | 19   | 71   | 329  | 662  | 289  | 30   | 58   | 43.66% | 30.36% | 231  | 16   | 0.23   | 24     | 0.34   | 410    | 131    | 23     | 31.95% | 26.34% |
| 페네르바흐체 SK    | 2016-17 | 23   | 81   | 279  | 561  | 220  | 24   | 37   | 39.22% | 28.34% | 297  | 31   | 0.38   | 28     | 0.39   | 539    | 166    | 43     | 30.80% | 22.82% |
| 페네르바흐체 SK    | 합계    |      |      |      |      |      |      |      |        |        |      |      |        |        |        |        |        |        |        |        |
| 상하이 광밍 유베이 | 2017-18 | 28   | 108  | 573  | 954  | 487  | ―    | 117  | 51.05% | 38.78% | 456  | 44   | 0.40   | 42     | 0.39   | 450    | 382    | 11     | 84.89% | 82.44% |
| 상하이 광밍 유베이 | 합계    | 28   | 108  | 573  | 954  | 487  | ―    | 117  | 51.05% | 38.78% | 456  | 44   | 0.40   | 42     | 0.39   | 450    | 382    | 11     | 84.89% | 82.44% |
| 엑자시바시 비트라  | 2018-19 | 26   | 83   | 305  | 642  | 266  | 35   | 41   | 41.43% | 29.60% | 297  | 15   | 0.18   | 24     | 0.29   | 452    | 121    | 25     | 26.77% | 21.24% |
| 엑자시바시 비트라  | 2019-20 |      |      |      |      |      |      |      |        |        |      |      |        |        |        |        |        |        |        |        |
| 엑자시바시 비트라  | 합계    |      |      |      |      |      |      |      |        |        |      |      |        |        |        |        |        |        |        |        |

#### 정규리그
| 소속팀            | 시즌    | 출장 | 출장 | 득점 | 공격 | 공격 | 공격 | 공격 | 공격   | 공격   | 서브 | 서브 | 서브   | 블로킹 | 블로킹 | 리시브 | 리시브 | 리시브 | 리시브 | 리시브 |
| 소속팀            | 시즌    | 경기 | 세트 | 득점 | 시도 | 성공 | 차단 | 범실 | 성공률 | 효율   | 시도 | 성공 | 세트당 | 성공   | 세트당 | 시도   | 정확   | 실패   | 성공률 | 효율   |
| ----------------- | ------- | ---- | ---- | ---- | ---- | ---- | ---- | ---- | ------ | ------ | ---- | ---- | ------ | ------ | ------ | ------ | ------ | ------ | ------ | ------ |
| 천안 흥국생명     | 2005-06 | 28   | 110  | 756  | 1366 | 542  | 48   | 116  | 39.68% | 27.67% | 432  | 45   | 0.41   | 36     | 0.33   | 468    | 297    | 15     | 63.46% | 60.26% |
| 천안 흥국생명     | 2006-07 | 23   | 90   | 562  | 974  | 439  | 34   | 62   | 45.07% | 35.22% | 330  | 30   | 0.33   | 37     | 0.41   | 482    | 283    | 16     | 58.71% | 55.39% |
| 천안 흥국생명     | 2007-08 | 28   | 102  | 649  | 1120 | 533  | 36   | 83   | 47.59% | 36.96% | 326  | 23   | 0.23   | 36     | 0.35   | 593    | 364    | 16     | 61.38% | 58.68% |
| 천안 흥국생명     | 2008-09 | 28   | 117  | 670  | 1204 | 567  | 45   | 76   | 47.09% | 37.04% | 405  | 43   | 0.37   | 60     | 0.51   | 719    | 427    | 11     | 59.39% | 57.86% |
| 천안 흥국생명     | 합계    | 107  | 419  | 2637 | 4666 | 2081 | 163  | 337  | 44.60% | 33.88% | 1493 | 141  | 0.34   | 169    | 0.40   | 2262   | 1371   | 58     | 60.61% | 58.05% |
| JT 마블러스       | 2009-10 | 28   | 102  | 696  | 1322 | 630  | ―    | 85   | 47.66% | 41.23% | 384  | 18   | 0.18   | 48     | 0.47   | 661    | 387    | ―      | 58.55% | ―      |
| JT 마블러스       | 2010-11 | 22   | 77   | 471  | 849  | 425  | ―    | 75   | 50.06% | 41.22% | 254  | 17   | 0.22   | 29     | 0.38   | 437    | 314    | ―      | 71.85% | ―      |
| JT 마블러스       | 합계    | 50   | 179  | 1167 | 2171 | 1055 | ―    | 160  | 48.60% | 41.23% | 638  | 35   | 0.20   | 77     | 0.43   | 1098   | 701    | ―      | 63.84% | ―      |
| 페네르바흐체 SK   | 2011-12 | 19   | 63   | 320  | 498  | 258  | 8    | 43   | 51.81% | 41.57% | 240  | 39   | 0.62   | 23     | 0.37   | 213    | 91     | 23     | 42.72% | 31.92% |
| 페네르바흐체 SK   | 2012-13 | 22   | 77   | 409  | 726  | 335  | 23   | 69   | 46.14% | 33.47% | 319  | 50   | 0.65   | 24     | 0.31   | 407    | 143    | 41     | 35.04% | 24.96% |
| 페네르바흐체 SK   | 2013-14 | 19   | 63   | 291  | 477  | 228  | 14   | 45   | 47.80% | 35.43% | 219  | 41   | 0.65   | 22     | 0.35   | 295    | 103    | 27     | 34.92% | 25.76% |
| 페네르바흐체 SK   | 2014-15 | 17   | 58   | 331  | 528  | 248  | 16   | 45   | 46.97% | 35.42% | 275  | 54   | 0.93   | 29     | 0.50   | 277    | 88     | 36     | 31.77% | 18.77% |
| 페네르바흐체 SK   | 2015-16 | 13   | 46   | 210  | 410  | 180  | 22   | 36   | 43.90% | 29.76% | 153  | 12   | 0.26   | 18     | 0.39   | 291    | 93     | 14     | 31.88% | 27.07% |
| 페네르바흐체 SK   | 2016-17 | 16   | 59   | 273  | 488  | 227  | 14   | 43   | 46.52% | 34.84% | 227  | 26   | 0.44   | 20     | 0.34   | 304    | 75     | 32     | 24.82% | 14.30% |
| 페네르바흐체 SK   | 합계    | 123  | 366  | 1834 | 3127 | 1476 | 97   | 281  | 47.20% | 35.14% | 1433 | 222  | 0.61   | 136    | 0.37   | 1787   | 593    | 173    | 33.18% | 23.50% |
| 엑자시바시 비트라 | 2018-19 | 17   | 51   | 197  | 404  | 170  | 19   | 24   | 42.08% | 31.44% | 194  | 10   | 0.20   | 17     | 0.33   | 263    | 75     | 17     | 28.52% | 22.05% |
| 엑자시바시 비트라 | 2019-20 |      |      |      |      |      |      |      |        |        |      |      |        |        |        |        |        |        |        |        |
| 엑자시바시 비트라 | 합계    |      |      |      |      |      |      |      |        |        |      |      |        |        |        |        |        |        |        |        |

#### 플레이오프
| 소속팀            | 시즌    | 출장 | 출장 | 득점 | 공격 | 공격 | 공격 | 공격 | 공격   | 공격   | 서브 | 서브 | 서브   | 블로킹 | 블로킹 | 리시브 | 리시브 | 리시브 | 리시브 | 리시브 |
| 소속팀            | 시즌    | 경기 | 세트 | 득점 | 시도 | 성공 | 차단 | 범실 | 성공률 | 효율   | 시도 | 성공 | 세트당 | 성공   | 세트당 | 시도   | 정확   | 실패   | 성공률 | 효율   |
| ----------------- | ------- | ---- | ---- | ---- | ---- | ---- | ---- | ---- | ------ | ------ | ---- | ---- | ------ | ------ | ------ | ------ | ------ | ------ | ------ | ------ |
| 천안 흥국생명     | 2008-09 | 2    | 9    | 63   | 111  | 55   | 6    | 14   | 49.55% | 31.53% | 28   | 3    | 0.33   | 5      | 0.56   | 48     | 26     | 2      | 54.17% | 50.00% |
| 천안 흥국생명     | 합계    | 2    | 9    | 63   | 111  | 55   | 6    | 14   | 49.55% | 31.53% | 28   | 3    | 0.33   | 5      | 0.56   | 48     | 26     | 2      | 54.17% | 50.00% |
| JT 마블러스       | 2009-10 | 3    | 11   | 86   | 178  | 80   | ―    | 15   | 44.94% | 36.52% | 40   | 1    | 0.09   | 5      | 0.45   | 37     | 28     | ―      | 75.68% | ―      |
| JT 마블러스       | 합계    | 3    | 11   | 86   | 178  | 80   | ―    | 15   | 44.94% | 36.52% | 40   | 1    | 0.09   | 5      | 0.45   | 37     | 28     | ―      | 75.68% | ―      |
| 페네르바흐체 SK   | 2011-12 | 4    | 15   | 78   | 163  | 61   | 8    | 17   | 37.42% | 22.09% | 61   | 11   | 0.73   | 8      | 0.53   | 44     | 22     | 2      | 50.00% | 45.45% |
| 페네르바흐체 SK   | 2012-13 |      |      |      |      |      |      |      |        |        |      |      |        |        |        |        |        |        |        |        |
| 페네르바흐체 SK   | 2013-14 | 4    | 14   | 93   | 158  | 82   | 4    | 7    | 51.90% | 44.94% | 55   | 6    | 0.43   | 5      | 0.36   | 76     | 25     | 4      | 32.71% | 27.63% |
| 페네르바흐체 SK   | 2014-15 | 1    | 2    | 10   | 18   | 7    | 1    | 2    | 38.89% | 22.22% | 5    | 0    | 0.00   | 3      | 1.50   | 3      | 0      | 0      | 0.00%  | 0.00%  |
| 페네르바흐체 SK   | 2016-17 | 4    | 13   | 49   | 105  | 43   | 6    | 5    | 40.95% | 30.48% | 42   | 2    | 0.15   | 4      | 0.31   | 66     | 13     | 7      | 19.70% | 9.09%  |
| 페네르바흐체 SK   | 합계    |      |      |      |      |      |      |      |        |        |      |      |        |        |        |        |        |        |        |        |
| 엑자시바시 비트라 | 2018-19 | 4    | 11   | 39   | 73   | 34   | 5    | 5    | 46.58% | 32.88% | 39   | 1    | 0.09   | 4      | 0.36   | 77     | 18     | 3      | 23.38% | 19.48% |
| 엑자시바시 비트라 | 2019-20 |      |      |      |      |      |      |      |        |        |      |      |        |        |        |        |        |        |        |        |
| 엑자시바시 비트라 | 합계    |      |      |      |      |      |      |      |        |        |      |      |        |        |        |        |        |        |        |        |

#### 챔피언결정전
| 소속팀            | 시즌    | 출장 | 출장 | 득점 | 공격 | 공격 | 공격 | 공격 | 공격   | 공격   | 서브 | 서브 | 서브   | 블로킹 | 블로킹 | 리시브 | 리시브 | 리시브 | 리시브 | 리시브 |
| 소속팀            | 시즌    | 경기 | 세트 | 득점 | 시도 | 성공 | 차단 | 범실 | 성공률 | 효율   | 시도 | 성공 | 세트당 | 성공   | 세트당 | 시도   | 정확   | 실패   | 성공률 | 효율   |
| ----------------- | ------- | ---- | ---- | ---- | ---- | ---- | ---- | ---- | ------ | ------ | ---- | ---- | ------ | ------ | ------ | ------ | ------ | ------ | ------ | ------ |
| 천안 흥국생명     | 2005-06 | 5    | 18   | 154  | 260  | 104  | 10   | 26   | 40.00% | 26.15% | 73   | 3    | 0.17   | 4      | 0.22   | 91     | 63     | 1      | 69.23% | 68.13% |
| 천안 흥국생명     | 2006-07 | 4    | 16   | 117  | 209  | 93   | 10   | 13   | 44.50% | 33.49% | 44   | 3    | 0.25   | 4      | 0.33   | 89     | 49     | 0      | 63.24% | 63.24% |
| 천안 흥국생명     | 2007-08 | 4    | 17   | 102  | 209  | 88   | 12   | 20   | 42.11% | 26.79% | 60   | 3    | 0.18   | 1      | 0.06   | 100    | 61     | 2      | 61.00% | 59.00% |
| 천안 흥국생명     | 2008-09 | 4    | 16   | 93   | 154  | 81   | 3    | 11   | 52.60% | 43.51% | 70   | 7    | 0.44   | 5      | 0.31   | 101    | 69     | 0      | 68.32% | 68.32% |
| 천안 흥국생명     | 합계    | 17   | 67   | 466  | 832  | 366  | 35   | 70   | 44.64% | 31.37% | 247  | 16   | 0.24   | 16     | 0.24   | 381    | 242    | 3      | 63.52% | 62.73% |
| JT 마블러스       | 2009-10 | 1    | 3    | 23   | 53   | 22   | ―    | 4    | 41.51% | 33.96% | 11   | 1    | 0.33   | 0      | 0.00   | 33     | 20     | ―      | 60.61% | ―      |
| JT 마블러스       | 합계    | 1    | 3    | 23   | 53   | 22   | ―    | 4    | 41.51% | 33.96% | 11   | 1    | 0.33   | 0      | 0.00   | 33     | 20     | ―      | 60.61% | ―      |
| 페네르바흐체 SK   | 2013-14 | 4    | 16   | 90   | 211  | 84   | 13   | 17   | 39.81% | 25.59% | 49   | 1    | 0.06   | 5      | 0.31   | 130    | 52     | 11     | 40.00% | 31.54% |
| 페네르바흐체 SK   | 2014-15 | 5    | 17   | 94   | 198  | 81   | 8    | 15   | 40.91% | 29.29% | 81   | 6    | 0.35   | 7      | 0.41   | 119    | 35     | 10     | 29.41% | 21.01% |
| 페네르바흐체 SK   | 2015-16 | 6    | 25   | 119  | 252  | 109  | 8    | 22   | 43.25% | 31.35% | 78   | 4    | 0.16   | 6      | 0.24   | 119    | 34     | 9      | 28.57% | 21.01% |
| 페네르바흐체 SK   | 2016-17 | 3    | 10   | 46   | 80   | 37   | 5    | 8    | 45.78% | 30.00% | 28   | 3    | 0.30   | 2      | 0.20   | 51     | 10     | 7      | 19.53% | 5.88%  |
| 페네르바흐체 SK   | 합계    | 18   | 68   | 349  | 741  | 311  | 34   | 62   | 41.97% | 29.01% | 236  | 14   | 0.21   | 20     | 0.29   | 419    | 131    | 37     | 31.26% | 22.43% |
| 엑자시바시 비트라 | 2018-19 | 5    | 21   | 69   | 164  | 62   | 11   | 12   | 37.08% | 23.78% | 64   | 4    | 0.19   | 3      | 0.14   | 112    | 28     | 5      | 25.00% | 20.53% |
| 엑자시바시 비트라 | 2019-20 |      |      |      |      |      |      |      |        |        |      |      |        |        |        |        |        |        |        |        |
| 엑자시바시 비트라 | 합계    |      |      |      |      |      |      |      |        |        |      |      |        |        |        |        |        |        |        |        |

## 국제대회 통계

### 올림픽
| 대회               | 팀   | 팀   | 득점 | 득점   | 공격 | 공격 | 공격 | 공격   | 공격   | 서브 | 서브   | 블로킹 | 블로킹 | 리시브 | 리시브 | 리시브 | 리시브 | 리시브 | 디그 | 디그   |
| 대회               | 경기 | 세트 | 합계 | 세트당 | 시도 | 성공 | 범실 | 성공률 | 효율   | 성공 | 세트당 | 성공   | 세트당 | 시도   | 정확   | 실패   | 성공률 | 효율   | 성공 | 세트당 |
| ------------------ | ---- | ---- | ---- | ------ | ---- | ---- | ---- | ------ | ------ | ---- | ------ | ------ | ------ | ------ | ------ | ------ | ------ | ------ | ---- | ------ |
| 2012년 런던 올림픽 | 8    | 31   | 207  | 6.68   | 388  | 185  | 47   | 47.68% | 35.57% | 7    | 0.23   | 15     | 0.48   | 172    | 121    | 5      | 70.35% | 67.44% | 74   | 2.39   |
| 2016 리우          | 6    | 20   | 112  | 5.60   | 222  | 100  | 23   | 45.05% | 34.68% | 4    | 0.19   | 8      | 0.38   | 121    | 42     | 8      | 34.71% | 28.10% | 40   | 2.11   |
| 2020 도쿄          | 8    | 30   | 136  | 4.53   | 272  | 122  | 35   | 44.85% | 31.99% | 5    | 0.17   | 9      | 0.3    | 154    | 88     | 4      | 57.14% | 54.55% | 83   | 2.77   |

#### 2012 런던
| 상대     | 결과        | 출전 | 득점 | 득점   | 공격 | 공격 | 공격 | 공격   | 서브 | 블로킹 | 리시브 | 리시브 | 리시브 | 리시브 | 디그 |
| 상대     | 결과        | 세트 | 합계 | 세트당 | 시도 | 성공 | 범실 | 성공률 | 성공 | 성공   | 시도   | 정확   | 실패   | 성공률 | 성공 |
| -------- | ----------- | ---- | ---- | ------ | ---- | ---- | ---- | ------ | ---- | ------ | ------ | ------ | ------ | ------ | ---- |
| 미국     | 1:3(패)     | 4    | 29   | 7.25   | 63   | 27   | 8    | 42.86% | 1    | 1      | 28     | 21     | 0      | 75.00% | 9    |
| 세르비아 | 3:1(승)     | 4    | 34   | 8.50   | 42   | 28   | 3    | 66.67% | 1    | 5      | 29     | 16     | 1      | 55.17% | 7    |
| 브라질   | 3:0(승)     | 3    | 21   | 7.00   | 47   | 21   | 5    | 44.68% | 0    | 0      | 15     | 8      | 2      | 53.33% | 10   |
| 튀르키예 | 2:3(패)     | 5    | 21   | 4.20   | 50   | 20   | 5    | 40.00% | 0    | 1      | 14     | 11     | 0      | 78.57% | 9    |
| 중국     | 2:3(패)     | 5    | 32   | 6.40   | 54   | 27   | 11   | 50.00% | 2    | 3      | 30     | 22     | 2      | 73.33% | 16   |
| 이탈리아 | 3:1(승)     | 4    | 28   | 7.00   | 59   | 23   | 6    | 38.98% | 1    | 4      | 18     | 14     | 0      | 77.78% | 12   |
| 미국     | 0:3(패)     | 3    | 20   | 6.67   | 37   | 18   | 5    | 48.65% | 2    | 0      | 19     | 14     | 0      | 73.68% | 7    |
| 일본     | 0:3(패)     | 3    | 22   | 7.33   | 36   | 21   | 4    | 58.33% | 0    | 1      | 19     | 15     | 0      | 78.95% | 4    |
| 합계     | 3승5패(4위) | 31   | 207  | 6.68   | 388  | 185  | 47   | 47.68% | 7    | 15     | 172    | 121    | 5      | 70.35% | 74   |

#### 2016 리우데자네이루
| 상대       | 결과        | 출전 | 득점 | 득점   | 공격 | 공격 | 공격   | 블로킹 | 서브 |
| 상대       | 결과        | 세트 | 합계 | 세트당 | 시도 | 성공 | 성공률 | 성공   | 성공 |
| ---------- | ----------- | ---- | ---- | ------ | ---- | ---- | ------ | ------ | ---- |
| 일본       | 3:1(승)     | 4    | 30   | 7.50   | 48   | 28   | 58.33% | 2      | 0    |
| 러시아     | 1:3(패)     | 4    | 20   | 5.00   | 45   | 16   | 35.56% | 2      | 2    |
| 아르헨티나 | 3:0(승)     | 3    | 19   | 6.33   | 32   | 16   | 50.00% | 1      | 2    |
| 브라질     | 0:3(패)     | 2    | 7    | 3.50   | 31   | 7    | 22.58% | 0      | 0    |
| 카메룬     | 3:0(승)     | 3    | 9    | 3.00   | 19   | 8    | 42.11% | 1      | 0    |
| 네덜란드   | 1:3(패)     | 4    | 27   | 6.75   | 47   | 25   | 53.19% | 2      | 0    |
| 합계       | 3승3패(5위) | 20   | 112  | 5.60   | 222  | 100  | 45.05% | 8      | 4    |

### 세계선수권
| 대회      | 팀   | 팀   | 득점 | 득점   | 공격 | 공격 | 공격 | 공격   | 공격   | 서브 | 서브   | 블로킹 | 블로킹 | 리시브 | 리시브 | 리시브 | 리시브 | 리시브 | 디그 | 디그   |
| 대회      | 경기 | 세트 | 합계 | 세트당 | 시도 | 성공 | 범실 | 성공률 | 효율   | 성공 | 세트당 | 성공   | 세트당 | 시도   | 정확   | 실패   | 성공률 | 효율   | 성공 | 세트당 |
| --------- | ---- | ---- | ---- | ------ | ---- | ---- | ---- | ------ | ------ | ---- | ------ | ------ | ------ | ------ | ------ | ------ | ------ | ------ | ---- | ------ |
| 2006 일본 | 8    | 28   | 131  | 4.68   | 253  | 109  | 33   | 43.08% | 30.04% | 10   | 0.36   | 12     | 0.43   | 178    | 113    | 6      | 63.48% | 60.11% | 43   | 1.54   |
| 2010 일본 | 9    | 33   | 176  | 5.33   | 335  | 155  | 39   | 46.27% | 34.63% | 4    | 0.12   | 17     | 0.52   | 152    | 77     | 6      | 50.66% | 46.71% | 40   | 1.21   |
| 2018 일본 | 5    | 19   | 80   | 4.21   | 171  | 70   |      | 40.94% |        | 4    | 0.21   | 6      | 0.32   |        |        |        |        |        |      |        |

### 월드컵
| 대회      | 팀   | 팀   | 득점 | 득점   | 공격 | 공격 | 공격 | 공격   | 공격   | 서브 | 서브   | 블로킹 | 블로킹 | 리시브 | 리시브 | 리시브 | 리시브 | 리시브 | 디그 | 디그   |
| 대회      | 경기 | 세트 | 합계 | 세트당 | 시도 | 성공 | 범실 | 성공률 | 효율   | 성공 | 세트당 | 성공   | 세트당 | 시도   | 정확   | 실패   | 성공률 | 효율   | 성공 | 세트당 |
| --------- | ---- | ---- | ---- | ------ | ---- | ---- | ---- | ------ | ------ | ---- | ------ | ------ | ------ | ------ | ------ | ------ | ------ | ------ | ---- | ------ |
| 2007 일본 | 10   | 30   | 135  | 4.50   | 268  | 125  | 31   | 46.64% | 35.07% | 4    | 0.11   | 6      | 0.16   | 112    | 56     | 5      | 50.00% | 45.54% | 36   | 0.95   |
| 2011 일본 | 11   | 33   | 167  | 5.06   | 358  | 141  | 44   | 39.39% | 27.09% | 14   | 0.38   | 12     | 0.32   | 99     | 56     | 3      | 56.57% | 53.54% | 53   | 1.43   |
| 2015 일본 | 11   | 35   | 197  | 5.63   | 390  | 178  | 47   | 45.64% | 33.59% | 8    | 0.22   | 11     | 0.30   | 193    | 113    | 14     | 58.55% | 51.30% | 76   | 2.05   |
| 2019 일본 | 8    | 30   | 136  | 4.53   | 263  | 117  | 21   | 44.49% | 36.50% | 10   | 0.25   | 9      | 0.23   | 145    | 43     | 5      | 29.66% | 26.21% | 80   | 2.00   |

#### 2011년
| 월드컵 성적 | 월드컵 성적 | 월드컵 성적 | 월드컵 성적 | 월드컵 성적 | 월드컵 성적 | 월드컵 성적 | 월드컵 성적 | 월드컵 성적 |
| 상대        | 팀*승패     | 득점        | 세트평균    | 공시        | 공득        | 공성        | 블로킹      | 서브        |
| ----------- | ----------- | ----------- | ----------- | ----------- | ----------- | ----------- | ----------- | ----------- |
| 세르비아    | 0:3(패)     | 20          | 6.67        | 38          | 15          | 39.47%      | 3           | 2           |
| 독일        | 3:0(승)     | 12          | 4.00        | 36          | 10          | 27.78%      | 3           | 2           |
| 합계        |             |             |             |             |             |             |             |             |

#### 2015년
| 월드컵 성적     | 월드컵 성적 | 월드컵 성적   | 월드컵 성적 | 월드컵 성적 | 월드컵 성적 | 월드컵 성적     | 월드컵 성적 | 월드컵 성적 |
| 상대            | 팀*승패     | 득점          | 세트평균    | 공시        | 공득        | 공성            | 블로킹      | 서브        |
| --------------- | ----------- | ------------- | ----------- | ----------- | ----------- | --------------- | ----------- | ----------- |
| 미국            | 0:3(패)     | 10            | 3.33        | 21          | 10          | 47.62%          | 0           | 0           |
| 페루            | 3:0(승)     | 8             | 2.67        | 24          | 6           | 25.00%          | 2           | 0           |
| 알제리          | 3:0(승)     | 6(1세트 출전) | 6           | 7           | 6           | 85.71%          | 0           | 0           |
| 중국            | 1:3(패)     | 27            | 6.75        | 46          | 25          | 54.35%          | 1           | 1           |
| 세르비아        | 0:3(패)     | 12            | 4           | 30          | 11          | 36.67%          | 1           | 0           |
| 러시아          | 0:3(패)     | 15            | 5           | 42          | 13          | 30.95%          | 2           | 0           |
| 일본            | 0:3(패)     | 15            | 5           | 37          | 13          | 35.14%          | 0           | 2           |
| 도미니카 공화국 | 3:1(승)     | 29            | 7.25        | 58          | 25          | 43.10%          | 2           | 2           |
| 케냐            | 3:0(승)     | 20            | 6.67        | 31          | 20          | 64.52%          | 0           | 0           |
| 아르헨티나      | 3:0(승)     | 18            | 6           | 39          | 14          | 35.90%          | 2           | 2           |
| 쿠바            | 2:3(패)     | 37            | 7.4         | 55          | 35          | 63.64%          | 1           | 1           |
| 합계            | 5승6패(6위) | 197(득점1위)  | 5.63        | 390         | 178         | 45.64%(공성8위) | 11          | 8           |

### FIVB 여자 배구 네이션스리그

#### 2018년
| 네이션스리그 성적 | 네이션스리그 성적 | 네이션스리그 성적 | 네이션스리그 성적 | 네이션스리그 성적 | 네이션스리그 성적 | 네이션스리그 성적 | 네이션스리그 성적 | 네이션스리그 성적 |
| 상대              | 팀*승패           | 득점              | 세트평균          | 공시              | 공득              | 공성              | 블로킹            | 서브              |
| ----------------- | ----------------- | ----------------- | ----------------- | ----------------- | ----------------- | ----------------- | ----------------- | ----------------- |
| 벨기에            | 0:3(패)           | 17                | 5.67              | 41                | 17                | 41.46%            | 0                 | 0                 |
| 도미니카 공화국   | 3:2(승)           | 28                | 5.6               | 59                | 25                | 42.37%            | 3                 | 0                 |
| 중국              | 3:0(승)           | 15                | 5                 | 33                | 12                | 36.36%            | 2                 | 1                 |
| 독일              | 3:1(승)           | 31                | 7.75              | 51                | 23                | 45.10%            | 3                 | 5                 |
| 러시아            | 3:0(승)           | 22                | 7.33              | 38                | 17                | 44.74%            | 4                 | 1                 |
| 이탈리아          | 0:3(패)           | 17                | 5.67              | 42                | 15                | 35.71%            | 2                 | 0                 |
| 태국              | 3:1(승)           | 22                | 5.50              | 44                | 18                | 40.91%            | 2                 | 2                 |
| 일본              | 0:3(패)           | 5                 | 1.67              | 22                | 4                 | 18.18%            | 1                 | 0                 |
| 튀르키예          | 0:3(패)           | 18                | 6                 | 31                | 14                | 45.16%            | 4                 | 0                 |
| 합계              | 5승10패           | 175               | 5.65              | 361               | 145               | 40.17%            | 21                | 9                 |

#### 2019년
| 네이션스리그 성적 | 네이션스리그 성적 | 네이션스리그 성적 | 네이션스리그 성적 | 네이션스리그 성적 | 네이션스리그 성적 | 네이션스리그 성적 | 네이션스리그 성적 | 네이션스리그 성적 |
| 상대              | 팀*승패           | 득점              | 세트평균          | 공시              | 공득              | 공성              | 블로킹            | 서브              |
| ----------------- | ----------------- | ----------------- | ----------------- | ----------------- | ----------------- | ----------------- | ----------------- | ----------------- |
| 미국              | 1:3(패)           | 6 (1세트 출전)    | 6                 | 13                | 3                 | 23.08%            | 3                 | 0                 |
| 브라질            | 0:3(패)           | 3 (1세트 출전)    | 3                 | 14                | 3                 | 21.43%            | 0                 | 0                 |
| 독일              | 0:3(패)           | 11                | 3.67              | 25                | 10                | 40.00%            | 0                 | 1                 |
| 러시아            | 1:3(패)           | 17                | 4.25              | 34                | 14                | 41.18%            | 1                 | 2                 |
| 이탈리아          | 1:3(패)           | 16                | 4                 | 26                | 13                | 50.00%            | 0                 | 3                 |
| 불가리아          | 1:3(패)           | 27                | 6.75              | 54                | 25                | 46.30%            | 0                 | 2                 |
| 도미니카 공화국   | 1:3(패)           | 21                | 5.25              | 42                | 19                | 45.24%            | 1                 | 1                 |
| 일본              | 3:0(승)           | 23                | 7.67              | 46                | 21                | 45.65%            | 1                 | 1                 |
| 폴란드            | 3:1(승)           | 20                | 5                 | 35                | 16                | 45.71%            | 2                 | 2                 |
| 합계              | 3승12패           | 144               | 5.14              | 289               | 124               | 42.91%            | 8                 | 12                |

## 출연

### 영화
- 2024년 영화 《1승》

### 방송
- 2007년 MBC 《빅매치 스타올림픽》
- 2012년 SBS 《강심장》
- 2012년 엠넷 《비틀즈코드 시즌2》
- 2012년 KBS1 《글로벌 성공시대》
- 2014년 MBC 《여행남녀》
- 2015년 SBS 《런닝맨》
- 2016년 MBC 《무한도전》
- 2016년 KBS2 《언니들의 슬램덩크》
- 2016년 SBS 《백종원의 3대 천왕》
- 2016년 SBS 《손 맛 토크쇼 베테랑》
- 2016년 MBC 《해피 피라미드333》
- 2016년 MBC 《나 혼자 산다》
- 2017년 JTBC 《비정상회담》
- 2017년, 2020년 MBC 《나 혼자 산다》
- 2018년 KBS2 《대국민 토크쇼 안녕하세요》
- 2018년 KBS2 《드라마 스폐셜 엄마 힘내세요》
- 2019년 MBC 《나 혼자 산다》
- 2020년 SBS 《집사부일체》 122~123회
- 2020년 OLIVE 《밥블레스유 2》 15회
- 2020년 MBC 《놀면 뭐하니?》43회
- 2020년 JTBC 《아는형님》 239회
- 2021년 MBC 《라디오 스타》688회
- 2024년 유튜브 《나영석의 나불나불》16회

### 광고
- 2015년 두드림치킨
- 2016년 바릴라
- 2016년 위원라이프
- 2017년 롯데하이마트
- 2017년 미즈노
- 2017년 탈렌토박스
- 2017년 CJ오쇼핑 SEP
- 2018년 언더아머
- 2019년 니베아
- 2020년 SCL그룹 스포츠 웜업&릴렉스 크림 에너부스터
- 2020년 FSN-링거워터 링티
- 2021년 글루업 메디로그
- 2021년 바세린
- 2021년 롯데제과 월드콘
- 2021년 제너시스BBQ

### 에세이
- 《아직 끝이 아니다》 (2017년) ISBN 9788968970368

## 기타 시상식
- 2023년 제2회 청룡 시리즈 어워즈 티르티르 인기스타상 (코리아 넘버원)

## 홍보대사
- 2013년 이스탄불-경주문화엑스포2013 홍보대사
- 2013년 한국관광 명예홍보대사
- 2013년 용인 수지중학교 일일 명예교사
- 2018년 더서울병원 홍보대사
- 2018년 랜드로버 올 뉴 디스커버리 홍보대사
- 2019년 볼보 XC90 홍보대사
- 2020년 캐딜락 에스컬레이드 홍보대사
- 2021년 삼성전자 갤럭시 브랜드 홍보대사